# 河童形土偶

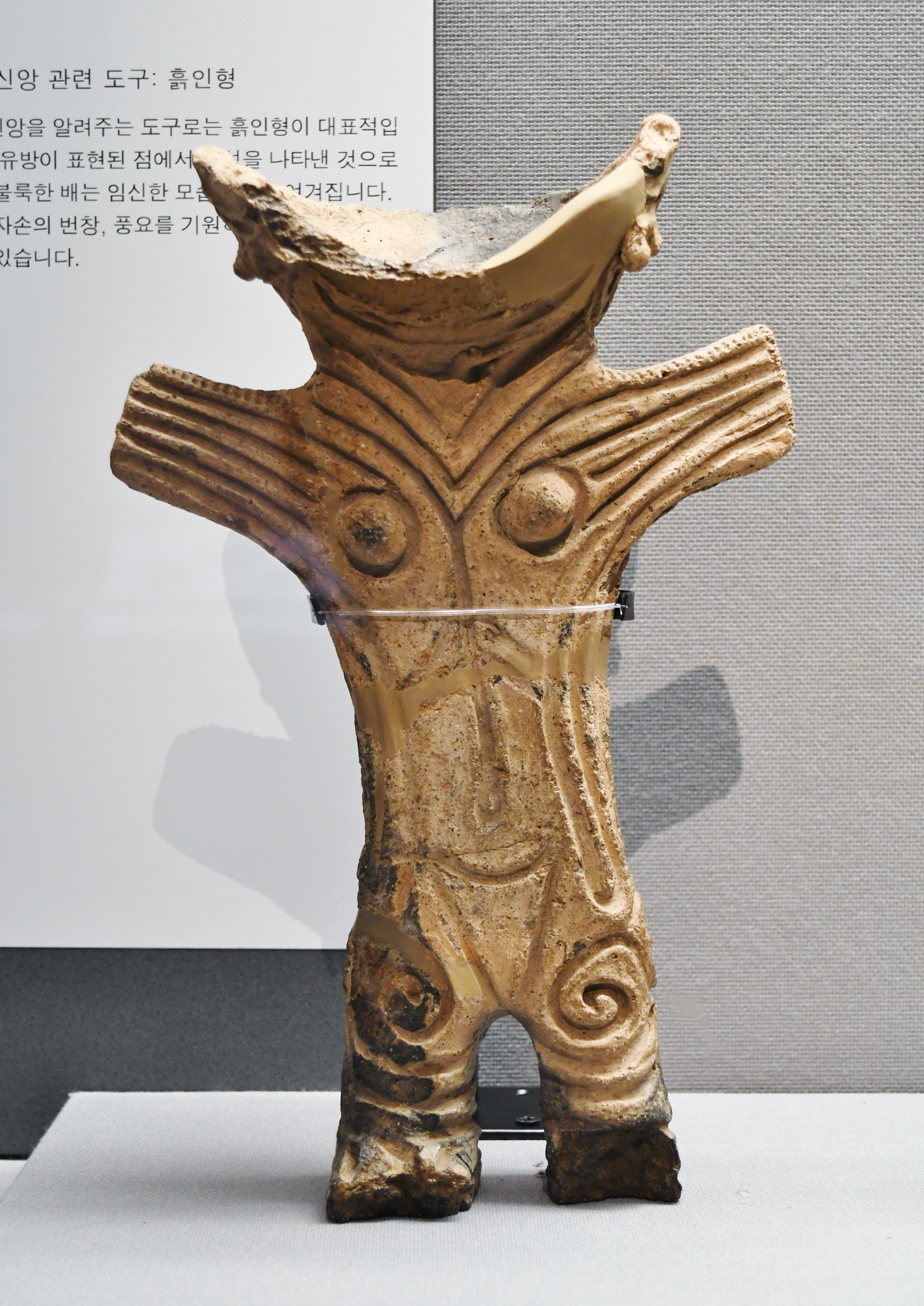
河童形土偶（新潟県糸魚川市出土・東京国立博物館所蔵）

河童形土偶（かっぱがたどぐう）は、縄文時代中期（前3000年-前2000年ごろ）に見られる土偶の一型式である
。頭頂部の形状からその名があり、北陸地方および中部山岳地方を中心に分布する。本記事では、長者ヶ原遺跡（新潟県糸魚川市）から出土したこの形式の土偶（東京国立博物館所蔵）を中心に説明する。なお、「河童型土偶」という表記もみられる。

## 経緯
本記事で説明する河童形土偶は、長者ヶ原遺跡（ちょうじゃがはらいせき、新潟県糸魚川市）から出土したものである。長者ヶ原遺跡の起源は旧石器時代にさかのぼり、縄文時代後期中葉まで大規模集落が営まれ、後期後葉に廃絶した。縄文時代中期には、この地に産出する硬玉（ヒスイ）を使った玉類の製作が行われていたことで知られ、1971年（昭和46年）5月27日には国の史跡となった。
この遺跡が世に知られたのは、1907年（明治40年）ごろのことであった。地元の小学校で校長を務めていた中川直賢が付近の地表に露出している大量の土器や石器の破片を見つけ、地元の新聞に公表した。1924年（大正13年）には新潟県による調査事業が開始され、喜田貞吉・八幡一郎の指導により斎藤秀平が調査を担当した。斎藤は出土土器を研究し、縄文時代中期の土器型式として「長者ヶ原式」を分類している。
長者ヶ原遺跡からは30点余りの土偶が出土していて、新潟県内に所在する縄文時代中期の集落では多い方とされている。同遺跡の出土土偶のなかでもっとも有名で、一般にも知名度の高い土偶が本記事で説明する河童形土偶である。
この土偶が出土したのは調査やそれに伴う発掘などではなく、偶然のことであった。発見したのは矢島喜久一という人物で、彼の談話が後の報告書に採録されている。その談話では「大正五年（注；1916年）頃。遺跡の西に向かった緩斜面を掘り返したとき、地表面から九センチほど下に二つの大きな石を重ね、その上に頭部を東に向け、顔を上に向けた状態で土偶が寝かせてあった」と記述されている。「二つの大きな石」はほぼ水平の状態で赤土の地面に20センチメートルほど食い込んでいて、その周囲を被うように木炭が散布されていた。
発見者の矢島は「二つの大きな石」を手元に保管していた。そこで後の長者ヶ原遺跡調査の際、当時の状況に復元してもらったうえで東京国立博物館への寄贈を受けている。
「二つの大きな石」はいずれも砂岩であり、下方の石は不整三角形で長さ30センチメートル・厚さ10.3センチメートルほど、上方の石は一部に欠損がみられるもののほぼ円形で大きさ27センチメートル、厚さ10.2センチメートルほどで、砥石または台石を再利用したものと推定されている。『長者ヶ原』（糸魚川市教育委員会、1964年）ではこれらの石について「発見した時の状態に組み上げてみると、重量があり、安定が非常によい」と記述している。
この土偶は1938年（昭和13年）12月28日、東京国立博物館に寄贈された（列品番号J-34374）。その後、過去に修理した箇所の劣化が目立って鑑賞の妨げになることなどを理由に、武蔵野文化財修復研究所により修復作業が実施された。この修理は「東京国立博物館コレクションの保存と修理」として、2016年（平成28年）3月から4月にかけて同博物館本館特別1室で特集展示された。

## 形状
この土偶は、河童形土偶の典型的な作例とされる。高さ30.0センチメートル、幅19.1センチメートル、厚さ8.7センチメートルで日本国内でも最大級である大型のものである。表面には赤色の顔料が付着している。
ほぼ完形であるが、顔面部と足の先端部の欠損が認められる。X線写真で見ると、石膏による補修箇所が部分的に確認できる。板状土偶に手足を付着した造りで、脚部左右ちぐはぐではあるが、足底が大きくて安定した構造である。腕は水平状に伸び、扁平で小さな乳房の造形がみられる。
頭頂部は皿状を呈し、舟形に5センチメートルほどにへこんだその内部は無文である。その周縁部には刻目が施されている。全体の文様は太くしっかりとした沈線文が描かれているが、肩の部分には3本で1単位の連続刺突文（櫛歯状工具による）が加えられている。
原田昌幸は「この表現技法は、馬高式土器に通じるものであり、この土偶の時期的・地域的特色を示している」と評している。

## その他の出土例
河童形土偶は、縄文時代中期前葉（前3000年-前2000年ごろ）、北陸地方および中部山岳地方を中心に分布が見られる。長者ヶ原遺跡以外では、長山遺跡（富山県富山市）、桂野遺跡（山梨県笛吹市）、筑摩佃（ちくまつくだ）遺跡（滋賀県米原市）などでの出土が知られている。
長山遺跡では、単独ではなくまとまった数で河童形土偶が出土した。この出土例では、板状の胴体部分に別製の立体的構造の頭部・腰・脚部を接合させて全形を作り上げていた。原田昌幸は「それ以前の板状土偶から、立像土偶へと、土偶が”独り立ち”していく過程をよく示す資料である」と記述した。
桂野遺跡から出土した河童形土偶は、つま先の一部と片耳が欠損していた以外はほぼ完形品であった。出土当時の御坂東小学校全児童による投票によって「みさかっぱ」と命名された。
筑摩佃遺跡の河童形土偶（米原市の指定文化財）に伴う縄文時代中期の土器群には、北陸地方（新保・新崎式）のものが多くみられる。そのため、同遺跡は河童形土偶を祀る風習を持つ北陸地方から移住してきた人々が築いた村である可能性がある。藤沼邦彦（1997年）は、前出の長山遺跡出土土偶とよく似ていることを指摘している。